# Arthur Llewelyn Davies
Pour les articles homonymes, voir Davies.
Arthur Llewelyn Davies (20 février 1863 - 19 avril 1907) est un avocat anglais, mais il est surtout connu comme le père des garçons qui ont inspiré les histoires de Peter Pan de JM Barrie.

## Biographie

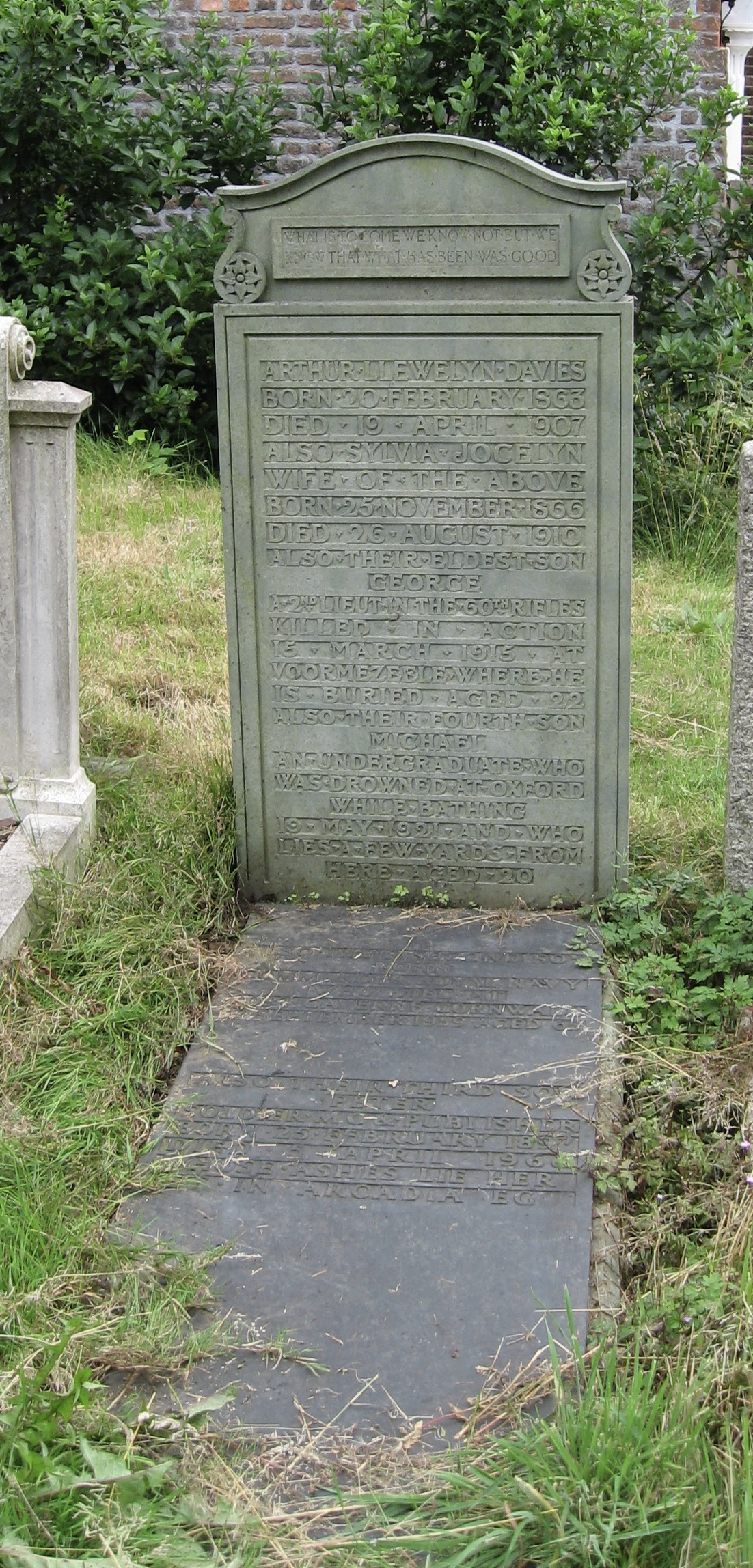
La tombe d'Arthur et Sylvia Llewelyn Davies et de leurs fils Jack et Peter au cimetière St John-at-Hampstead.

Né le 20 février 1863, Davies est le deuxième fils de Mary Crompton et John Llewelyn Davies, vicaire de Kirkby Lonsdale, membre du Trinity College de Cambridge, un des premiers alpinistes qui est le premier à grimper sur la troisième plus haute montagne des Alpes, et un ennemi déclaré de la pauvreté et de l'inégalité actif dans les groupes socialistes chrétiens ,. Sa sœur est la suffragette Margaret Llewelyn Davies . Il est l'oncle de Theodora Llewelyn Davies, la première femme admise à l'Inner Temple au sein de la profession juridique britannique en 1920.
Davies fréquente le Marlborough College et le Trinity College de Cambridge . Il est brièvement maître au Collège d'Eton, mais quitte ce poste pour pratiquer le droit.
Il rencontre Sylvia du Maurier (fille du dessinateur George du Maurier et sœur du futur acteur Gerald du Maurier) lors d'un dîner en 1889 et ils se sont fiancés peu de temps après . Il l'épouse en 1892 et ils ont cinq enfants, tous des garçons : George (1893-1915), Jack (1894-1959), Peter (1897-1960), Michael (1900-1921) et Nicholas (1903-1980).
En 1897, ses fils d'âge préscolaire George et Jack se sont liés d'amitié avec JM Barrie, qu'ils rencontrent lors de sorties à Kensington Gardens avec leur nurse Mary Hodgson et leur petit frère Peter. Lui et Sylvia rencontrent Barrie et sa femme Mary lors d'un dîner du Nouvel An cette année-là, et elle noue également une étroite amitié avec l'écrivain. Bien qu'Arthur n'ait pas encouragé l'amitié de sa femme et de ses fils avec Barrie, et n'ait pas partagé leur affection pour lui, il n'a pas fait grand-chose pour s'y opposer. Il permet à Barrie de passer beaucoup de temps chez les Davies et à sa famille de rendre visite aux Barrie - qui n'ont pas d'enfants - dans leur chalet. Pendant l'une les vacances que les familles passent ensemble, Barrie prend une série de photographies des aventures des garçons, qu'il compile dans un livre photo intitulé The Boy Castaways ; Barrie donne l'un des deux exemplaires imprimés à Davies, qui l'égare dans un train.
Le roman de 1901 de Barrie, The Little White Bird, présente des personnages inspirés de la famille de Davies - un garçon David dans la tranche d'âge de George et la mère du garçon qui ressemble à Sylvia - qui se lient d'amitié avec une version à peine déguisée de l'auteur. La pièce de théâtre de Barrie, Peter Pan, ou le garçon qui ne grandirait pas, inspirée des garçons de Davies, fait ses débuts en décembre 1904. Les chapitres de The Little White Bird mettant en vedette Peter Pan sont republiés en 1906 sous le nom de Peter Pan in Kensington Gardens, avec la dédicace "To Sylvia and Arthur Llewelyn Davies and their boys (my boys)".
En 1904, l'année où la pièce de Barrie fait ses débuts, Arthur déménage avec sa famille hors de Londres lorsqu'ils achètent Egerton House (en), un manoir élisabéthain à Berkhamsted, Hertfordshire . En 1906, il découvre une grosseur à la joue qui s'avère être un sarcome malin. Il subit deux opérations, qui lui enlèvent une grande partie de sa mâchoire supérieure, de son palais et de sa pommette, ainsi que le canal lacrymal de ce côté. Cela le laisse défiguré et incapable de parler, même avec un insert de mâchoire artificielle, mais sans arriver à retirer tout le cancer ce qui lui cause une douleur considérable. Barrie, devenu riche grâce à ses livres et à ses pièces de théâtre, paie ses soins médicaux et devient un compagnon régulier à son chevet, surtout dans ses derniers mois. Pendant ce temps, Arthur décrit Barrie dans une lettre à son fils Peter comme "un très bon ami pour nous tous". Les récits familiaux diffèrent quant à la proximité réelle des deux. Arthur est décédé à Egerton le 19 avril 1907, à l'âge de 44 ans .